# Arisaema sukotaiense
Arisaema sukotaiense är en kallaväxtart som beskrevs av François Gagnepain. Arisaema sukotaiense ingår i släktet Arisaema och familjen kallaväxter. Inga underarter finns listade.